# Planinsko društvo
Planinsko društvo (kratica PD) je prostovoljno, samostojno, nepridobitno združenje planincev, ki se združujejo zaradi določenih skupnih interesov določenih v plavilih in v skladu z zakonom o društvih.

## Naloge planinskega društva
Planinsko društvo organizira za svoje člane in druge gornike ter mladino, izlete, pohode, vzpone, zimske smučarske pohode, raziskovanje jam, orientacijska tekmovanja, taborjenja in druge oblike dejavnosti, vse pa na lastno odgovornost udeležencev. Organizira gorsko in planinsko vodništvo, gorsko stražo, svoje članstvo izobražuje in vzgaja. Poleg dnevnih in nekajdnevnih organizira tudi odprave v tuja gorstva.
Če jih imajo, vzdržujejo planinske koče, zavetišča, bivake, razgledišča, počivališča, rekreacijske prostore, itd., vzdržujejo planinske poti in skrbijo za njihovo označevanje z markacijami, smernimi tablami, postavljanje varoval (jeklenih vrvi in klinov na nevarna območja), itd. 
Spodbujajo člane k aktivnemu doživljanju narave, predvsem v gora, spoznavanju naravnih lepot, kulturnih znamenitosti in skrbijo za rekreacijo, s planinsko in alpinistično dejavnostjo vzgajajo v skromnosti, samostojnosti, tovarištvu, disciplini, vzajemnosti, pogumu, srčni kulturi in spoštovanju, s tem pa krepijo njihov značaj, predvsem pozitivne lastnosti. Planinsko društvo goji in razvija slovensko planinsko izročilo, dobre planinske navade in običaje, predvsem tiste, ki so zapisani v častnem kodeksu slovenskih planincev.
Planinsko društvo prav tako goji prostovoljno in brezplačno delo članov, ki na svojih interesnih področjih uresničujejo programe PD.
Zalaga in izdaja strokovno, vzgojno in drugo planinsko literaturo ter nabavlja individualno in kolektivno planinsko ter alpinistično opremo, ki je potrebna za uresničevanje nalog PD.

## Organiziranost
Organi PD so:
- občni zbor (reden na eno leto ali izreden)
- upravni odbor (uresničuje sklepe občnega zbora, ima predsednika in člane)
- nadzorni odbor (spremlja delo upravnega odbora, komisij in opravlja nadzor nad finančnim poslovanjem)
- častno sodišče (obravnava kršitve pravil in častnega kodeksa slovenskih planincev)

Člani upravnega odbora, nadzornega odbora in častnega sodišča se izvolijo za dve leti.

## Odseki v planinskem društvu
PD ima naslednje odseke in komisije v odvisnosti od velikosti društva in zainteresiranosti članstva: 
- alpinistični odsek,
- mladinski odsek,
- vodniški odsek,
- odsek za varstvo narave in gorsko stražo,
- markacijski odsek
- turno-kolesarski odsek in
- gospodarsko komisijo, katere del je gradbena podkomisija.

PD ima lahko še druge odseke, odbore in komisije. Te določi občni zbor na predlog upravnega odbora.

## Članstvo
Član PD je lahko vsakdo, ki se prostovoljno vpiše v PD, plačuje članarino, sprejema pravila PD in se po njih ravna. Pod istimi pogoji je lahko član PD tudi tuj državljan. Če se v PD včlani mladoletnik do dopolnjenega 15 leta starosti, podpiše pristopno izjavo njegov zakoniti zastopnik.
Člani PD so lahko tudi podporni člani. Podporni člani so lahko pravne ali fizične osebe. Pravne osebe lahko prevzamejo pokroviteljstvo nad PD, planinskim objektom,
akcijo ali prireditvijo. Pokroviteljstvo se uredi s pisnim dogovorom.
Članstvo je razdeljeno v naslednje skupine:
- predšolski in osnovnošolski otroci,
- mladina do 18. leta starosti in študentje do 27. leta starosti,
- odrasli člani.

Član PD lahko uveljavlja pravico do popusta pri nočnini v planinskih postojankah in druge ugodnosti (nakup opreme,...) na podlagi članske izkaznice in dokazila o plačani članarini.

## Planinska društva v Sloveniji
Prvo planinsko društvo v Sloveniji je bilo ustanovljeno leta 1893, tedaj se je imenovalo Slovensko planinsko društvo, danes je to PD Ljubljana-Matica. Posamezne podružnice tega društva (soška, savinjska, kamniška,...) so kasneje postale samostojne članice (planinska društva), ki delujejo v okviru Planinske zveze Slovenije. 

### Seznam planinskih društev v Sloveniji
| - Akademsko planinsko društvo Kozjak Maribor - Akademsko planinsko društvo Ljubljana - Alpinistični klub Črna - Alpinistični klub Koroški alpinistični klub - Alpinistični klub Obalni alpinistični klub - Alpinistični klub Posavski alpinistični klub - Alpinistični klub Ravne na Koroškem - Alpinistični klub Slovenj Gradec - Alpinistični klub Slovenska Bistrica - Alpinistični klub Vertikala - Alpski klub Alpski gorniški klub - Društvo ekstremnih športov - Društvo Olimpik - Društvo Prosti čas, Šmartno - Društvo Šaleški alpinistični odsek - Društvo za razvoj plezalne kulture - Društvo Gorske reševalne službe Bohinj - Društvo Gorske reševalne službe Društvo Ljubljana - Društvo Gorske reševalne službe Kamnik - Društvo Gorske reševalne službe Koroške - Društvo Gorske reševalne službe Kranj - Društvo Gorske reševalne službe Maribor - Društvo Gorske reševalne službe Radovljica - Društvo plezalcev Koper - Kolesarsko - pohodniško društvo Hej, gremo naprej - Obalno planinsko društvo Koper - Planinska družina Benečije - Planinski klub Peca - Olševa - Planinsko društvo A-banka - Planinsko društvo Ajdovščina - Planinsko društvo Atomske toplice - Podčetrtek - Planinsko društvo Avtomontaža - Planinsko društvo Avtotehna - Planinsko društvo Bajtar Velika planina - Planinsko društvo Blagajana - Polhov Gradec - Planinsko društvo Blagovica - Planinsko društvo Bled - Planinsko društvo Boč - Kostrivnica - Planinsko društvo Bohinjska Bistrica - Planinsko društvo Bohor Senovo - Planinsko društvo Borovnica - Planinsko društvo Bovec - Planinsko društvo Brda - Planinsko društvo Brezje - Planinsko društvo Brežice - Planinsko društvo Bricnik Muta - Planinsko društvo Brkini - Planinsko društvo Celje Matica - Planinsko društvo Cerknica - Planinsko društvo Cerkno - Planinsko društvo Cirkulane - Planinsko društvo Črna na Koroškem - Planinsko društvo Črnomelj - Planinsko društvo Črnuče - Planinsko društvo Delo - Planinsko društvo Dobrepolje - Planinsko društvo Dobrna - Planinsko društvo Dobrovlje - Braslovče - Planinsko društvo Dol pri Hrastniku - Planinsko društvo Domžale - Planinsko društvo Donačka gora - Planinsko društvo Dovje - Mojstrana - Planinsko društvo Drago Bregar - Planinsko društvo Dramlje - Planinsko društvo Drava Maribor - Planinsko društvo Dravograd - Planinsko društvo Fram - Planinsko društvo Galicija - Planinsko društvo Gorenja vas - Planinsko društvo Gorje - Planinsko društvo Gornik - Planinsko društvo Gornja Radgona - Planinsko društvo Gornji Grad - Planinsko društvo Gozd Martuljk - Planinsko društvo Grmada Celje - Planinsko društvo Grosuplje - Planinsko društvo Hakl Sv. Trojica - Planinsko društvo Haloze - Planinsko društvo Horjul - Planinsko društvo Hrastnik - Planinsko društvo Hudournik - Planinsko društvo Idrija - Planinsko društvo IMP - Planinsko društvo Integral - Planinsko društvo Iskra Kranj - Planinsko društvo Iskra Ljubljana - Planinsko društvo Jakoba Aljaža - Planinsko društvo Janez Trdina - Planinsko društvo Janko Mlakar - Planinsko društvo Javornik - Črni vrh nad Idrijo - Planinsko društvo Javornik - Koroška Bela - Planinsko društvo Jeglič - Planinsko društvo Jesenice - Planinsko društvo Jezersko - Planinsko društvo K2 | - Planinsko društvo Kamnik - Planinsko društvo Kobarid - Planinsko društvo Kočevje - Planinsko društvo Komenda - Planinsko društvo Kranj - Planinsko društvo Kranjska gora - Planinsko društvo Kres - Planinsko društvo Krim - Planinsko društvo Križe - Planinsko društvo Križna gora - Planinsko društvo Krka Novo mesto - Planinsko društvo Kum - Planinsko društvo Laško - Planinsko društvo Lenart - Planinsko društvo Lendava - Planinsko društvo Liboje - Planinsko društvo Lisca Sevnica - Planinsko društvo Litija - Planinsko društvo Ljubljana-Matica - Planinsko društvo Ljubno ob Savinji - Planinsko društvo Ljutomer - Planinsko društvo Loče - Planinsko društvo Logatec - Planinsko društvo Loški Potok - Planinsko društvo Lovrenc na Pohorju - Planinsko društvo Ložno Sv. Florijan - Planinsko društvo Luče - Planinsko društvo Majšperk - Planinsko društvo Makole - Planinsko društvo Maks Meško Ormož - Planinsko društvo Maribor Matica - Planinsko društvo Mariborski tisk - Planinsko društvo Matica Murska Sobota - Planinsko društvo Medvode - Planinsko društvo Mercator - Planinsko društvo Metlika - Planinsko društvo Mežica - Planinsko društvo Miklavž na Dravskem polju - Planinsko društvo Mislinja - Planinsko društvo Moravče - Planinsko društvo Mozirje - Planinsko društvo Mura - Planinsko društvo Naveza - Planinsko društvo Nazarje - Planinsko društvo Nova Gorica - Planinsko društvo občine Kidričevo - Planinsko društvo Obrtnik - Planinsko društvo Ojstrica - Planinsko društvo Onger Trzin - Planinsko društvo Oplotnica - Planinsko društvo Ožbalt - Kapla - Planinsko društvo Paloma Sladki vrh - Planinsko društvo Panorama - Planinsko društvo Piramida Maribor - Ptuj - Planinsko društvo Piran - Planinsko društvo Planika Maribor - Planinsko društvo Podbrdo - Planinsko društvo Podnanos - Planinsko društvo Podpeč - Preserje - Planinsko društvo POHODNIK Novo mesto - Planinsko društvo Pohorje - Planinsko društvo Polet Šentrupert - Planinsko društvo Poljčane - Planinsko društvo Polje - Planinsko društvo Polom Kostanjevica na Krki - Planinsko društvo Polzela - Planinsko društvo Polž - Planinsko društvo Postojna - Planinsko društvo Pošte in Telekoma Celje - Planinsko društvo Pošte in Telekoma Ljubljana - Planinsko društvo Pošte in Telekoma Maribor - Planinsko društvo Prebold - Planinsko društvo Preddvor - Planinsko društvo Prevalje - Planinsko društvo Prevorje - Planinsko društvo Pristava - Planinsko društvo Ptuj - Planinsko društvo Radeče - Planinsko društvo Radlje ob Dravi - Planinsko društvo Radovljica - Planinsko društvo Rašica - Planinsko društvo Rateče Planica - Planinsko društvo Ravne na Koroškem - Planinsko društvo Rečica ob Savinji - Planinsko društvo Rega Log - Planinsko društvo Ribnica - Planinsko društvo Ribnica na Pohorju - Planinsko društvo Rimske Toplice - Planinsko društvo Rovte - Planinsko društvo RPD Dolga pot Dravograd - Planinsko društvo RTV Ljubljana - Planinsko društvo Ruše - Planinsko društvo Saturnus - Planinsko društvo Semič - Planinsko društvo Sežana | - Planinsko društvo Skalca Hoče - Slivnica - Planinsko društvo Slavnik - Planinsko društvo Slivnica pri Celju - Planinsko društvo Sloga Rogatec - Planinsko društvo Slovenj Gradec - Planinsko društvo Slovenska Bistrica - Planinsko društvo Slovenske Konjice - Planinsko društvo Snežnik Ilirska Bistrica - Planinsko društvo Snežnik v Loški dolini - Planinsko društvo Solčava - Planinsko društvo Sovodenj - Planinsko društvo Spin - Planinsko društvo Srednja vas v Bohinju - Planinsko društvo Sveti Vid - Planinsko društvo Šempeter - Planinsko društvo Šentjernej - Planinsko društvo Šentjošt - Planinsko društvo Šentjur - Planinsko društvo Šentvid pri Stični - Planinsko društvo Škale - Hrastovec - Planinsko društvo Škofja Loka - Planinsko društvo Šmarje pri Jelšah - Planinsko društvo Šmarna gora - Planinsko društvo Šmartno ob Paki - Planinsko društvo Šoštanj - Planinsko društvo Tabor - Planinsko društvo TAM Maribor - Planinsko društvo Tisa Maribor - Planinsko društvo Tolmin - Planinsko društvo Trbovlje - Planinsko društvo Trebnje - Planinsko društvo Tržič - Planinsko društvo Valentin Stanič Kanal - Planinsko društvo Večer - Planinsko društvo Velenje - Planinsko društvo Velike Lašče - Planinsko društvo Vevče - Planinsko društvo Videm - Planinsko društvo Viharnik - Planinsko društvo Vinska Gora - Planinsko društvo Vipava - Planinsko društvo Vitanje - Planinsko društvo Vojnik - Planinsko društvo Vransko - Planinsko društvo Vrelec - Planinsko društvo Vrhnika - Planinsko društvo Vuzenica - Planinsko društvo za Selško dolino Železniki - Planinsko društvo Zabukovica - Planinsko društvo Zagorje - Planinsko društvo Zavod za zdravstveno varstvo Celje - Planinsko društvo Zreče - Planinsko društvo Žalec - Planinsko društvo Železar Štore - Planinsko društvo Železničar Celje - Planinsko društvo Železničar Ljubljana - Planinsko društvo Železničar Maribor - Planinsko društvo Žetale - Planinsko društvo Žiri - Planinsko društvo Žirovnica - Planinsko društvo Žusem - Plezalni klub 6b Ptuj - Plezalni klub Divača - Plezalni klub Ekstrem - Plezalni klub Laško - Plezalni klub Martinček - Plezalni klub Novo mesto - Plezalni klub Ribnica - Plezalni klub Rifnik Šentjur - Plezalni klub Rogaška Slatina - Plezalni klub Slovenske Konjice - Plezalni klub Stena - Plezalni klub Škofja Loka - Plezalno društvo Cempin - Plezalno društvo Grif Brezovica - Pohodniško društvo Novo mesto - Postaja Gorske reševalne službe Bovec - Postaja Gorske reševalne službe Celje - Slovensko planinsko društvo CELOVEC - Slovensko planinsko društvo Gorica - Slovensko planinsko društvo Trst - Športno društvo Bricalp Škofja Loka - Športno društvo BTC - Športno društvo Pajki - Športno društvo Proteus - Športno planinsko društvo Gams - Športno-plezalni klub Andreja Kokalja - Športno-plezalni klub Plus - Športno-plezalno društvo Korenjak - Zgornjesavinjski alpinistični klub Rinka - Plezalni klub Idrija, Idrija - Planinsko društvo Pijava Gorica, Pijava Gorica - Češko-slovensko planinsko društvo/Česko-slovinský alpský spolek, Praga |

Novi člani sprejeti novembra 2016: Plezalni klub Idrija, Planinsko društvo Pijava Gorica in Češko-slovensko planinsko društvo/Česko-slovinský alpský spolek iz Prage. (Češka). (Vir: 12. seja UO PZS, 17. novembra 2016)